# くらやみ乙女
「くらやみ乙女」（くらやみおとめ）は、1989年11月22日に発売された佐田玲子のデビューシングル。発売元はCBS/SONY RECORDS。

## 解説
1981年にユニット「白鳥座」のメンバーとしてデビューした佐田玲子のソロデビューシングル。楽曲を手掛けたのは、実兄であるさだまさしではなく、まさしと親交のある中島みゆきが楽曲を提供した。
楽曲を提供した中島みゆきがアルバム『回帰熱』でセルフカバーしているが、セルフカバーバージョンの発表から少し遅れてシングルはリリースされた。

## 収録曲
| #         | タイトル                  | 作詞・作曲 | 編曲      | 時間 |
| --------- | ------------------------- | ---------- | --------- | ---- |
| 1.        | 「くらやみ乙女」          | 中島みゆき | 久石譲    | 3:40 |
| 2.        | 「シンデレラ ヴァージン」 | 稲葉喜美子 | 服部隆之  | 4:01 |
| 合計時間: | 合計時間:                 | 合計時間:  | 合計時間: | 7:41 |

## 収録アルバム
| アルバム                       | 発売日         | 規格品番       | 備考                                                             |
| くらやみ乙女                   | くらやみ乙女   | くらやみ乙女   | くらやみ乙女                                                     |
| ------------------------------ | -------------- | -------------- | ---------------------------------------------------------------- |
| ひとり歩き                     | 1989年12月1日  | CD:CSCL-1053   | 1stアルバム                                                      |
| 中島みゆき SONG LIBRARY 5      | 1997年11月19日 | CD:PCCA-01147  | 中島みゆきが提供した楽曲を中心に集めたコンピレーション・アルバム |
| GOLDEN J-POP THE BEST 佐田玲子 | 1999年5月21日  | CD:SRCL-4515   | ベストアルバム                                                   |
| 佐田玲子 ゴールデン☆ベスト     | 2004年8月4日   | CD:MHCL-389/90 | ベストアルバム                                                   |
| シンデレラ ヴァージン          |                |                |                                                                  |
| ひとり歩き                     | 1989年12月1日  | CD:CSCL-1053   | 1stアルバム                                                      |
| GOLDEN J-POP THE BEST 佐田玲子 | 1999年5月21日  | CD:SRCL-4515   | ベストアルバム                                                   |
| 佐田玲子 ゴールデン☆ベスト     | 2004年8月4日   | CD:MHCL-389/90 | ベストアルバム                                                   |

## カバー
| アーティスト          | 収録作品（初出のみ） | 発売日         | 規格品番      | 備考         |
| くらやみ乙女          | くらやみ乙女         | くらやみ乙女   | くらやみ乙女  | くらやみ乙女 |
| --------------------- | -------------------- | -------------- | ------------- | ------------ |
| 中島みゆき            | 回帰熱               | 1989年11月15日 | CD:PCCA-00008 | セルフカバー |
| 中島みゆき            | 回帰熱               | 1989年11月15日 | CT:PCCA-00007 | セルフカバー |
| シンデレラ ヴァージン |                      |                |               |              |
| 稲葉喜美子            | シンデレラヴァージン | 1990年4月1日   | CD:CA-8408    | セルフカバー |